# Saint-Martin-des-Fontaines
Saint-Martin-des-Fontaines är en kommun i departementet Vendée i regionen Pays de la Loire i västra Frankrike. Kommunen ligger i kantonen L'Hermenault som tillhör arrondissementet Fontenay-le-Comte. År 2022 hade Saint-Martin-des-Fontaines 169 invånare.

## Befolkningsutveckling
Antalet invånare i kommunen Saint-Martin-des-Fontaines
| Referens: INSEE |